# Carex ixtapalucensis
Carex ixtapalucensis là một loài thực vật có hoa trong họ Cói. Loài này được Reznicek mô tả khoa học đầu tiên năm 1986.